# Strada statale 109 della Piccola Sila
La strada statale 109 della Piccola Sila (SS 109) è una strada statale italiana situata in Calabria; percorre 164 km da Nicastro, nel comune di Lamezia Terme, a Steccato di Cutro.
Presenta molte curve e differenze di livello a causa la conformazione del territorio calabrese. Raggiunge l'altitudine massima di 1023 metri s.l.m. al Passo di Acquabona, nel territorio comunale di Platania.
La strada ospita annualmente la Cronoscalata del Reventino, una corsa automobilistica in salita che parte dalla località Magolà di Lamezia Terme e finisce in località Mulia di Platania. L'evento è organizzato dal Racing Team Lamezia, e si è tenuto per la prima volta nel 1999. Nelle prime due edizioni il percorso copriva 7,2 km, mentre dal 2001 è stato ridotto a 6 km.